# 恋のトリプルチャンス
『恋のトリプルチャンス』（こいのトリプルチャンス）は、1979年4月5日から1980年3月13日までフジテレビ系列局で放送されていた関西テレビ製作のトーク番組である。笹岡薬品の一社提供。放送時間は毎週木曜 22:00 - 22:30 （日本標準時）。

## 概要
毎回3人×1組の一般男性と3人×3組の一般女性が出場していた視聴者参加型番組。司会は桂三枝（後の六代桂文枝）と若原瞳が務めていた。
男性陣がヘッドホンをかけて話を聞けないようにしている間に、女性陣の誰が男性陣の相手になるのかを話し合いで決めるなど、当時流行していた恋愛バラエティ番組の要素も含んでいた。番組ラストのゲームが上手く決まった場合、男性陣と女性陣双方に海外旅行をプレゼントしていた。
| 関西テレビ製作・フジテレビ系列 木曜22:00枠 【笹岡薬品一社提供枠】 | 関西テレビ製作・フジテレビ系列 木曜22:00枠 【笹岡薬品一社提供枠】 | 関西テレビ製作・フジテレビ系列 木曜22:00枠 【笹岡薬品一社提供枠】 |
| 前番組                                                            | 番組名                                                            | 次番組                                                            |
| ----------------------------------------------------------------- | ----------------------------------------------------------------- | ----------------------------------------------------------------- |
| 凡児の娘をよろしく （1972年4月6日 - 1979年3月29日）               | 恋のトリプルチャンス （1979年4月5日 - 1980年3月13日）             | 三枝の爆笑美女対談 （1980年3月20日 - 1983年9月）                  |